# サマーシキの虐殺
サマーシキの虐殺（ロシア語: Резня в Самашках）は、第一次チェチェン紛争中の1995年4月7日から8日にかけて、チェチェン共和国とイングーシ共和国の境にあるサマーシキ村で発生した。この事件はロシア国外でも大きな注目を集めた。
ヒューマン・ライツ・ウォッチによると、これは第一次チェチェン紛争で最も悪名高い市民への虐殺事件だった。ヒューマン・ライツ・ウォッチならびに 赤十字国際委員会、アムネスティ・インターナショナルによると、村人250人以上が殺害された。ロシア側は、サマーシキ村はチェチェン分離独立派の拠点であり、死亡した人々のほとんどは分離主義者の戦闘員だったと主張している。しかし、メモリアル (人権団体)は、死亡者のうち94人が民間人であったという信頼できる証拠をまとめている。

## 概要
サマーシキ村は、チェチェン共和国の西部の平野に位置し、村の北はスンジャ丘陵、南は森林地帯に接している。
ナズランからグロズヌイへの鉄道路線がサマーシキを通っている他、ロストフ・バクーハイウェイが村の南方4kmにある。かつての人口は約14,600人だったが1995年4月には5,000人前後になっていた
第一次チェチェン紛争において、ロシア軍は「憲法による秩序を回復し、違法な組織を武装解除する」という目的でチェチェンに侵攻したが、ロシアは、まずチェチェンの首都であるグロズヌイを支配することを念頭に置いていた。このため、ロシア軍による占領は郊外に安全地帯でも戦闘地域でもない地域を作り出した。サマーシキ村は1995年1月以降何度か砲撃や空爆を受けた。
1995年4月7日から8日にかけて、兵員約3,000名のロシア内務省の部隊はチェチェン共和国サマーシキ村を包囲した後村内を捜索した。
ロシア側の発表によるとこのときロシア側に14人の負傷者もしくは16人の戦死者と44人の負傷者が発生し、戦死者にはロシア連邦英雄称号が授与された。ロシア議会委員会のStanislav Govorukhinによれば、戦闘作戦に参加した約350人のうち約350人が負傷し、16人が死亡した。ロシア側当局はまた、120人の戦闘員が殺害され、約150人を拘留したと発表した。
1996年、メモリアルはサマーシキ村において最低でも112〜144人が死亡したと発表した。なおこの数字には身元が特定できなかったものは含めていない。犠牲者は多くの場合、近距離で射殺されるか、地下室で手榴弾によって殺された。29人は4月6日の夜から行われた砲撃などによって死亡したとされている。
村人数百人はロシア軍によって収容所に連れて行かれ、数日後に解放された。
4月10日まで、村人は負傷者を村外へ連れ出すことをロシア側から許可されなかった。その結果、負傷者のうち少なくとも13人が死亡した。 外国人のジャーナリストが村に立ち入ったのは4月14日以降だった。
事件の報せは、訪露していたアメリカのビル・クリントン大統領とイギリスのジョン・メージャー首相を当惑させた。アメリカ政府と欧州連合はその後抗議声明を発表した。
事件後、同じく抵抗を続けていたサマーシキ村近隣の町や村はロシア軍に降伏した。
ノーヴァヤ・ガゼータは、連邦軍の酔っぱらった兵士が子供や大人を燃やしたというサマーシキの住民による回顧録を記事として発表した。